# Isogo-ku
Isogo-ku (磯子区?) è uno dei 18 quartieri della città di Yokohama, in Giappone.